# پیلاتووسی
پیلاتووسی (به لاتین: Pilatovci) یک منطقهٔ مسکونی در مونته‌نگرو است که در شهرداری نیکشیچ واقع شده‌است. پیلاتووسی ۱۲۸ نفر جمعیت دارد.